# Jasmineira labrofusca
Jasmineira labrofusca är en ringmaskart som beskrevs av Fitzhugh 2002. Jasmineira labrofusca ingår i släktet Jasmineira och familjen Sabellidae. Inga underarter finns listade i Catalogue of Life.